# Martina Capdevila
Martina Capdevila Barbany (Granollers, 19 de septiembre de 2001) es un jugadora española de balonmano. 

## Biografía
Comenzó su carrera de balonmano en Granollers. Juega en la posición central. Desde el comienzo de su carrera, ha representado los colores del KH-7 BM. Granollers en las categorías formativas del club español. Subió al equipo senior en la temporada 2018/2019. En la temporada 2019/2020, ella y su club jugaron por primera vez en la Challenge Cup. En su última temporada en el conjunto granollerí se consagró como goleadora anotando un total de 177 tantos en la competición nacional.
Su carrera en el equipo nacional de España comenzó el 22 de julio de 2016 con un partido contra el combinado juvenil de Rumania. Con las categorías juvenil y júnior de la selección jugó un total de 29 partidos en los que anotó 43 goles. Como grandes torneos jugó el Campeonato de Europa junior de Hungría'19 y el Campeonato del Mundo 2019 en Polonia, en el que obtuvo el octavo lugar con la camiseta española. Debutó con la absoluta en el Torneo Carpati ABF de 2022 y, desde entonces, no ha vuelto a una convocatoria con la selección española.
En la 2024/25 y, a la postre, su última temporada en el KH-7 BM Granollers antes de saltar a Francia, se hizo con el Premio MVP Vicen Muñoz a mejor jugadora de la temporada. Además, se proclamó como mejor central de la temporada y fue miembro del All Star de la competición.
En abril de 2025 se anunció su fichaje por el Mérignac francés. Sin embargo, debido a los problemas financieros del club de la Liga Butagaz, quedó relegado a la tercera división francesa, por lo que Martina decidió volver a España y firmar por el Granollers.